# Метод шаров и перегородок
Метод шаров и перегородок (англ. stars and bars — букв. «звёздочки и чёрточки») — это графический метод для вывода некоторых комбинаторных теорем. Метод популяризировал Уильям Феллер в его классической книге по теории вероятностей. Метод может быть использован для решения многих простых задач подсчёта, таких как «сколькими способами можно разложить n неразличимых шаров по k различимым ящикам».

## Утверждения теорем
Метод шаров и перегородок часто представляется доказательством следующих двух теорем элементарной комбинаторики.

### Теорема 1
Для любой пары натуральных чисел n и k число k-кортежей натуральных чисел, сумма которых равна n, равно числу {\displaystyle (k-1)}-элементных подмножеств множества из {\displaystyle n-1} элементов.

Оба эти числа задаются биномиальным коэффициентом {\displaystyle \textstyle {n-1 \choose k-1}}. Например, при n = 3 и k = 2 кортежи, подсчитанные теоремой, это (2, 1) и (1, 2), и существует {\displaystyle {\tbinom {3-1}{2-1}}=2} таких кортежей.

### Теорема 2
Для любой пары натуральных чисел n и k число k-кортежей неотрицательных целых чисел, сумма которых равна n, равно числу мультимножеств мощности k — 1, взятых из множества размера n + 1.

Оба числа равны числу мультимножеств {\displaystyle \left(\!{\tbinom {n+1}{k-1}}\!\right)}, или, эквивалентно, биномиальному коэффициенту {\displaystyle {\tbinom {n+k-1}{k-1}}={\tbinom {n+k-1}{n}}} или числу мультимножеств {\displaystyle {\big (}\!{\tbinom {k}{n}}\!{\big )}}. Например, при n = 3 и k = 2 кортежи, подсчитываемые теоремой, — это (3, 0), (2, 1), (1, 2) и (0, 3), и имеется {\displaystyle \left(\!{\tbinom {3+1}{2-1}}\!\right)=4} таких кортежей.
Если k-кортеж неотрицательных целых чисел является разложением числа n на набор неотрицательных слагаемых, то k-кортеж из тех же чисел, увеличенных на 1, является разложением числа n+k на набор положительных слагаемых. Таким образом устанавливается взаимно однозначное соответствие между такими разложениями. Поэтому, согласно Теореме 1, количество k-кортежей неотрицательных чисел, сумма которых равна n, будет равно {\displaystyle \textstyle {n+k-1 \choose k-1}}

## Доказательства с помощью шаров и перегородок

### Теорема 1
Предположим, что имеется n объектов (которые представляются шарами, В примере ниже n = 7) нужно разместить в k ящиках (в примере k = 3) таким образом, что все ящики должны содержать по меньшей мере один объект. Ящики различаются (скажем, они пронумерованы числами от 1 до k), но шары неразличимы (так что конфигурации различимы по числу шаров, находящихся в каждом ящике, фактически, конфигурация представляет k-кортеж положительных чисел, как в утверждении теоремы). Вместо размещения шаров в ящиках шары располагаются в линию:
где шары для первого ящика берутся слева, затем идут шары второго ящика и так далее. Таким образом, конфигурация определяется тем, какой начальный шар принадлежит первому ящику, какой первый (самый левый) шар принадлежит второму ящику и так далее. Можно отмечать это положение, помещая k − 1 разделяющих перегородок в некоторых местах между двумя шарами; а поскольку никакой ящик не может оказаться пустым, между двумя соседними шарами может быть не более одной перегородки:
| ● ● ● ● | \| | ● | \| | ● ● |

Тогда n шаров как фиксированные объекты определяют n − 1 промежутков между шарами, в каждый из которых можно поместить (или не поместить) одну перегородку. Нужно выбрать k − 1 мест, в которых разместить перегородки, поэтому имеется {\displaystyle {\tbinom {n-1}{k-1}}} возможных конфигураций (см. Сочетание).

### Теорема 2
В этом случае представление кортежей как последовательности шаров и перегородок остаётся неизменным. Накладываемое более слабое условие неотрицательности (вместо положительности) означает, что можно расположить несколько перегородок между двумя шарами, а также можно располагать перегородки перед первым шаром и после последнего. Таким образом, например, при n = 7 и k = 5 кортеж (4, 0, 1, 2, 0) может быть представлен следующим рисунком.
| ● ● ● ● | \| | \| | ● | \| | ● ● | \| |

Это устанавливает соответствие один-к-одному между кортежами такого вида и выборками с возвращением k − 1 промежутков среди n + 1 возможных промежутков, или, эквивалентно, (k − 1)-элементных мультимножеств, взятых из множества размера n + 1. По определению, такие объекты подсчитываются числом мультивыбора {\displaystyle \left(\!{\tbinom {n+1}{k-1}}\!\right)}.
Чтобы видеть, что те же объекты подсчитываются биномиальным коэффициентом {\displaystyle {\tbinom {n+k-1}{n}}}, заметим, что желаемое расположение состоит из n + k − 1 объектов (n шаров и k − 1 перегородок). Выбор позиций для шаров оставляет ровно k − 1 мест для k − 1 перегородок. То есть выбор позиций для шаров определяет всю конфигурацию, так что число конфигураций равно {\displaystyle {\tbinom {n+k-1}{n}}}. Заметим, что {\displaystyle {\tbinom {n+k-1}{n}}={\tbinom {n+k-1}{k-1}}}, что отражает факт, что конфигурация определяется выбором позиций для k − 1 перегородок.

## Примеры
Если n = 5, k = 4 и множество размера k — {a, b, c, d},
то ●|●●●||● представляет мультимножество {a, b, b, b, d} или 4-кортеж (1, 3, 0, 1). Представление любого мультимножества для этого примера будет использовать n = 5 шаров и k − 1 = 3 перегородок.
Многие элементарные задачи в комбинаторике решаются вышеприведёнными теоремами. Например, если нужно подсчитать число способов распределить семь неразличимых десятирублёвых монет между Анной, Борисом и Виталием так, что каждый из них получит по меньшей одну монету, можно заметить, что распределение эквивалентно кортежу из трёх натуральных чисел, сумма которых равна 7. (Здесь первая позиция в кортеже определяет число монет, отдаваемых Анне, и так далее.) Таким образом, метод шаров и перегородок применим с n = 7 и k = 3, что даёт {\displaystyle \textstyle {7-1 \choose 3-1}=15} способов распределения монет.